# 파치노 카네

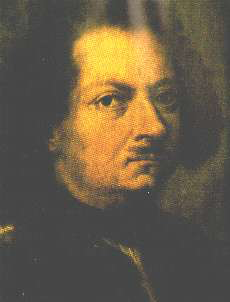
파치노 카네.

보치파초 카네(Bonifacio Cane, 1360년 – 1412년 5월)는 이탈리아의 콘도티에로이다.

## 생애
카네는 카살레몬페라토에서 귀족 가문으로 태어났다.
그는 1382년에 샤를 3세 디 두라초에 맞서 오토 폰 벨프 하에서 군사 훈련을 받았다. 그는 26세에 스칼라 가문의 콘도티에로가 되었으며, 후에는 카라라 가문의 콘도티에로도 맡았다. 1387년에 그는 400명의 기사와 함께 몬페라토 후작 테오도로 2세 델 몬페라토에게 고용되어, 사보이아 가문과의 전쟁에서 싸웠다.
전쟁에서 파치노의 목표는 대부분이 그와 그의 병사들의 부유함이였고, 결과적으로 민간인들에 대한 약탈 행위는 무자비하고 잔인하였다. 이는 1397년에 테오도로로 하여금 해고를 하게 하였고, 카네는 처음에는 카라라 가문으로 돌아갔다가, 1401년에 비스콘티 가문에게 갔다. 1400년에 그는 보르고산마르티노에서 직접 작은 영주직을 만들기도 하였다. 1404년 그의 영지에는 알레산드리아, 노바라, 토르토나 등이 포함됐었다.
잔 갈레아초 비스콘티 공작이 사망한 1402년, 그는 밀라노 공국의 실질적인 통제력을 지녔었다. 파치노는 1412년 파비아에서 사망하였고, 그의 미망인 베아트리체 라스카리 디 텐다는 신임 공작 필리포 마리아 비스콘티와 혼인하였으며, 그는 이를 통해 파치노의 영지, 재산, 병사들을 상속받았다.